# Zaphne barbiventris
Zaphne barbiventris är en tvåvingeart som först beskrevs av Zetterstedt 1845.  Zaphne barbiventris ingår i släktet Zaphne och familjen blomsterflugor. Arten är reproducerande i Sverige. Inga underarter finns listade i Catalogue of Life.